# Stor-Skaftåstjärnen
Stor-Skaftåstjärnen är en sjö i Härjedalens kommun i Härjedalen och ingår i Ljusnans huvudavrinningsområde.